# Baruntse
Der Baruntse ist ein Berg in der Khumbu-Region (östliches Nepal) mit vier Gipfeln und im Süden begrenzt durch den Hunkugletscher. Nachbarberge sind Island Peak, Cho Polu und Num Ri.

## Besteigungsgeschichte
Die Erstbesteigung erfolgte am 30. Mai 1954 über die Südflanke durch eine neuseeländische Expedition unter Colin Todd und Geoff Harrow.
Am 1. Juni 1954 erreichten Bill Beaver und George Lowe, ebenfalls Expeditionsteilnehmer, den Gipfel.
Der Baruntse gilt als relativ leicht und sicher zu ersteigender Siebentausender und ist daher häufig Ziel kommerzieller Expeditionen.
Am 25. Mai 2021 eröffneten die tschechischen Bergsteiger Marek Holecek und Radoslav Groh die Route „Heavenly Trap“ in der Nordwestwand des Berges (ABO+: VI+ M6+ 80°, 1300 m). Im Gegensatz zum Normalweg über die Südflanke des Berges gilt es hier, eine fast 2000 m hohe Wand zu durchsteigen. Der Name der Route ist als Hommage an ihre Freunde Petr Machold und Kuba Vanek zu sehen, die auf ebenjener Route im November 2013 verschwunden sind.